# Raffaele Riario
Raffaele Sansoni Galeoti Riario della Rovere (3 de maio de 1460 – Nápoles, 9 de julho de 1521) foi um cardeal, diplomata e mecenas da Itália.

## Biografia
Era filho de Antonio Sansoni e Violante Riario, e parente do papa Sisto IV. Foi elevado ao cardinalato ainda adolescente, em 1477, e recebeu diversas dioceses, entre elas a de Cuenca, Pisa, Salamanca e Osma. Estudou na Universidade de Pisa. Envolveu-se na Conspiração Pazzi para derrubar os Medici em Florença, mas foi considerado inocente. Só foi ordenado padre em 1480. Foi indicado pelo Papa para arbitrar a querela entre as famílias Orsini e Colonna, e para apaziguar a revolta de Girolamo Riario, governador de Forlì e Imola, contra a Santa Sé. Também foi indicado Camerlengo. Construiu um grande palácio em Roma, o Palazzo della Cancelleria, patrocinando muitos artistas importantes do Renascimento.
As principais funções do Cardeal Riario foram:
- Cardeal-diácono com o título de San Giorgio in Velabro, de 10 de dezembro de 1477 a 5 de maio de 1480
- Administrador Apostólico de Camerino, de 27 de julho de 1478 a 17 de setembro de 1479
- Administrador apostólico da diocese de Cuenca, de 13 de agosto de 1479 a 8 de julho de 1482, novamente de 24 de maio de 1493 a 12 de abril de 1518
- Administrador apostólico da arquidiocese de Pisa, de 17 de setembro de 1479 a junho de 1499, reconfirmado de 3 a 10 de setembro de 1518
- Cardeal-diácono pro illa vice com o título de San Lorenzo in Damaso, de 5 de maio de 1480 a novembro de 1503
- Administrador apostólico de Tréguier, de 18 de agosto de 1480 a maio de 1483
- Administrador apostólico de Salamanca, de 8 de julho de 1482 a 15 de janeiro de 1483
- Administrador apostólico de Osma, de 15 de janeiro de 1483 a maio de 1493
- Camerlengo do Colégio dos Cardeais durante quase quarenta anos, de 24 de janeiro de 1483 até sua morte
- Administrador Apostólico de Tuscanella, de 28 de agosto de 1498 a 16 de setembro de 1506
- Administrador apostólico de Viterbo, de 24 de agosto de 1498 a 16 de setembro de 1506
- Protodiácono do Sagrado Colégio dos Cardeais, de setembro a 29 de novembro de 1503
- Cardeal-bispo de Albano, de 29 de novembro de 1503 a 10 de setembro de 1507
- Ordenado bispo em 9 de abril de 1504, em Roma, pelo Papa Júlio II, assistido por Antonio Gentile Pallavicini, Cardeal-Bispo de Palestrina, e Giovanni Antonio Sangiorgio, Cardeal-Bispo de Frascati
- Cardeal-presbítero de S. Lorenzo in Damaso em commendum, de 29 de novembro de 1503 a 22 de junho de 1517
- Cardeal-bispo de Sabina, de 10 de setembro de 1507 a 22 de setembro de 1508
- Administrador apostólico de Arezzo, de 7 de julho de 1508 a 5 de novembro de 1511
- Cardeal-bispo de Porto e Santa Rufina, de 22 de setembro de 1508 a 20 de janeiro de 1511
- Cardeal Vice-Decano do Sagrado Colégio Cardinalício, de 22 de setembro de 1508 a janeiro de 1511
- Administrador Apostólico de Savona, de 5 de dezembro de 1508 a 9 de abril de 1516
- Cardeal-bispo de Ostia-Velletri, de 20 de janeiro de 1511 a 22 de julho de 1517
- Decano do Sagrado Colégio, de 20 de janeiro de 1511 até sua morte
- Administrador Apostólico de Malta, de 23 de maio de 1516 a 1520
- Administrador apostólico de Lucca, de 8 de março de 1517 a 13 de novembro de 1517
- Cardeal-bispo de Ostia-Velletri, de 24 de julho de 1517 até sua morte
- Administrador apostólico de Málaga, de 12 de abril a 3 de setembro de 1518